# التهاب المفصل الجادع
التهاب المفصل الجادع هو اعتلال مفصلي نادر يصيب اليدين ويعرف أيضًا بـاليد المنظارية (اليد المستدقة) أو التهاب المفصل الامتصاصي المزمن، وكانا ماري وليري أول من وصفا هذه الحالة في الكتابات الطبية المعاصرة في عام 1913. وأحيانًا تصاب القدم بهذا المرض وتتعرض الأصابع للقِصر وينمو دشبد (ثفن) مؤلم في حالة تُعرف بالقدم المستدقة أو القدم المنظارية.

## مسببات المرض
يصيب التهاب المفصل الجادع في المقام الأول مرضى التهاب المفاصل الروماتويدي، ولكنه قد يظهر بشكل منفصل أيضًا.

## الأعراض
تتعرض أصابع المريض بالتهاب المفصل الجادع للقِصر بسبب التهاب المفاصل، وقد تشتد وطأة حالة القِصر لتأخذ اليد المصابة شكل المخلب ليحدث أول التشوهات في المفاصل السنعيًّة السلاميَّة و البين سلاميّة. وينثنى الجلد الزائد نتيجة لقِصر السلامي عرضيًا، وتنكمش قطعة الجلد الواحدة داخل بعضها البعض كما لو كانت نظارة أوبرا، لذا تُسمى هذه الحالة بـاليد المنظارية. وعندما تسوء الحالة، يتعرض المريض لانخلاع المفصل وامتصاص عظام السلامي ومشط اليد وفقدان بنية الهيكل العظمي للأصابع.
و

## العلاج
على الرغم من نشر مقالة بحثية في عام 2011 تفيد استمرار الخلاف القائم بين جراحي اليد وأخصائي الروماتزم على دواعي الاستعمال وتوقيت وفعالية جراحة اليد الروماتويدية، إلا أنه قد ينجح علاج التهاب المفصل الجادع عن طريق طعم عظمي حرقفي وإيثاق المفصل للمفاصل البين سلامية والسنعيَّة السلاميَّة لكل إصبع.